# نوئل باربر
نوئل لیزبرگ باربر (به انگلیسی: Noel Lysberg Barber) (زاده ۹ سپتامبر ۱۹۰۹ - درگذشته ۱۰ ژوئیه ۱۹۸۸) یک رمان‌نویس و روزنامه‌نگار اهل بریتانیا بود

## کتابشناسی
- فرمانروایان شاخ زرین، از سلیمان قانونی تا آتاتورک (مترجم: عبدالرضا مهدوی)
- تلخ و شیرین